# Scissor Sisters

Scissor-Sisters-Logo

Die Scissor Sisters (ehemals Dead Lesbian and the Fibrillating Scissor Sisters) sind eine fünfköpfige US-amerikanische Band aus New York. Sie wurden 2001 von Jake Shears und Babydaddy gegründet. Stil und Auftreten der Band sind stark von der New Yorker Schwulenszene beeinflusst. Ihre Musik ist eine Mischung aus Disco, Dance, Rock und Funk, angelehnt an die Vorbilder Elton John, Duran Duran, Roxy Music und vor allem an die Bee Gees. Der Name der Band ist ein amerikanisches Slangwort für Lesben, abgeleitet von der Sexualpraktik Tribadie.

## Geschichte

### Erste Singles-Erfolge und AlbumScissor Sisters
Die Scissor Sisters veröffentlichten ihre erste Singles auf dem unabhängigen New Yorker Label A touch of class bereits im Jahr 2002. Die erste Single auf dem Mainstream Label Polydor war Laura. Sie erschien im Sommer 2003 mit mäßigem Erfolg. Ihren Durchbruch schaffte die Band Anfang 2004 mit der Wiederveröffentlichung von Comfortably Numb, einem Disco-Cover des gleichnamigen Liedes von Pink Floyd. Auch die nachfolgenden Singles Take Your Mama, das wiederveröffentlichte Laura und Mary waren in der britischen Hitparade erfolgreich. Mit Filthy/Gorgeous gelang ihnen im Januar 2004 ein Top-5-Hit.
Alle Singles stammen von dem Debütalbum Scissor Sisters, das im Juli 2004 Platz eins der BBC-Charts erreichte. Mit über einer Million verkauften Einheiten wurde es zum erfolgreichsten Album des Jahres. Für diesen Erfolg wurde die Band bei den Brit Awards 2005 honoriert – in den Kategorien International Group, International Breakthrough und International Album erhielt sie den ersten Preis.
Außerhalb Großbritanniens gelang ihnen der große Durchbruch zunächst nicht. Durch die erfolgreiche Zusammenarbeit von Jake Shears und Babydaddy mit Kylie Minogue – deren Hitsingle I Believe in You sie Ende 2004 produzierten – erlangten die Scissor Sisters aber auch in anderen europäischen Ländern größere Aufmerksamkeit. Höhere Chartpositionen konnten sie in den skandinavischen Ländern erreichen (u. a. Platz 13 in den schwedischen LP-Charts), sowie in Neuseeland (Platz 11 für die Single Take Your Mama).

### AlbumTa-Dahund Personalwechsel
Mit der Single I Don’t Feel Like Dancin’, der ersten Auskopplung aus dem zweiten Album Ta-Dah, erreichten sie im September 2006 erstmals die Spitze der britischen und deutschen Charts. Das Lied wurde in Zusammenarbeit mit Elton John geschrieben, der auch Pianopassagen zu diesem beisteuerte.
2008 erklärte die Band offiziell „in aller Freundschaft“ die Trennung von ihrem Schlagzeuger Patrick „Paddy Boom“ Seacor. Bereits auf der Kiss-You-Off-Tournee 2007 war dieser durch Randy „Randy Real“ Schrager ersetzt worden, der jedoch nicht den Status eines regulären Bandmitglieds hat – auf der offiziellen Webseite der Band werden nur die vier verbliebenen Mitglieder angeführt.

### AlbumNight Work
Das dritte Album der New Yorker Band erschien am 28. Juni 2010 und beinhaltet 12 Songs. Die erste Singleauskopplung Fire With Fire hatte am 7. Mai 2010 in Großbritannien ihre Radiopremiere. Bereits im April hatten die Scissor Sisters einen Clip aus dem Stück Invisible Light veröffentlicht. Produziert wurde das Album von Stuart Price, der zuvor schon die Alben Confessions on a Dance Floor von Madonna und Day & Age (mit der Single Human) von den Killers produziert hatte. Nach Aussage von Sänger Jake Shears sind die meisten Texte auf dem Album nicht jugendfrei. Das Cover ziert das Foto Peter Reed des Fotografen Robert Mapplethorpe.

### AlbumMagic Hour
Das vierte Studioalbum der Scissor Sisters ist am 28. Mai 2012 erschienen. Es blieb teilweise deutlich hinter dem Erfolg der beiden vorhergehenden Alben zurück, obwohl es in Großbritannien noch immer Platz 4 erreichte.

## Diskografie

### Studioalben
| Jahr | Titel           | Höchstplatzierung, Gesamtwochen, AuszeichnungChartplatzierungen (Jahr, Titel, Platzierungen, Wochen, Auszeichnungen, Anmerkungen) | Höchstplatzierung, Gesamtwochen, AuszeichnungChartplatzierungen (Jahr, Titel, Platzierungen, Wochen, Auszeichnungen, Anmerkungen) | Höchstplatzierung, Gesamtwochen, AuszeichnungChartplatzierungen (Jahr, Titel, Platzierungen, Wochen, Auszeichnungen, Anmerkungen) | Höchstplatzierung, Gesamtwochen, AuszeichnungChartplatzierungen (Jahr, Titel, Platzierungen, Wochen, Auszeichnungen, Anmerkungen) | Höchstplatzierung, Gesamtwochen, AuszeichnungChartplatzierungen (Jahr, Titel, Platzierungen, Wochen, Auszeichnungen, Anmerkungen) | Anmerkungen                              |
| Jahr | Titel           | DE | AT | CH | UK | US | Anmerkungen                              |
| ---- | --------------- | --- | --- | --- | --- | --- | ---------------------------------------- |
| 2004 | Scissor Sisters | — | AT75 (1 Wo.)AT | — | UK1 ×9Neunfachplatin · (131 Wo.)UK                                                                                                | US102 (14 Wo.)US | Erstveröffentlichung: 2. Februar 2004    |
| 2006 | Ta-Dah          | DE6 Gold · (23 Wo.)DE | AT3 Platin · (19 Wo.)AT | CH5 Gold · (20 Wo.)CH | UK1 ×5Fünffachplatin · (55 Wo.)UK                                                                                                 | US19 (6 Wo.)US | Erstveröffentlichung: 15. September 2006 |
| 2010 | Night Work      | DE29 (3 Wo.)DE | AT36 (4 Wo.)AT | CH12 (8 Wo.)CH | UK2 Gold · (14 Wo.)UK | US18 (3 Wo.)US | Erstveröffentlichung: 25. Juni 2010      |
| 2012 | Magic Hour      | — | — | CH62 (1 Wo.)CH | UK4 (9 Wo.)UK | US35 (2 Wo.)US | Erstveröffentlichung: 25. Mai 2012       |

### EPs
- 2004: Remixed!
- 2010: iTunes Festival: London 2010

### Singles
| Jahr | Titel Album                      | Höchstplatzierung, Gesamtwochen, AuszeichnungChartplatzierungen (Jahr, Titel, Album, Platzierungen, Wochen, Auszeichnungen, Anmerkungen) | Höchstplatzierung, Gesamtwochen, AuszeichnungChartplatzierungen (Jahr, Titel, Album, Platzierungen, Wochen, Auszeichnungen, Anmerkungen) | Höchstplatzierung, Gesamtwochen, AuszeichnungChartplatzierungen (Jahr, Titel, Album, Platzierungen, Wochen, Auszeichnungen, Anmerkungen) | Höchstplatzierung, Gesamtwochen, AuszeichnungChartplatzierungen (Jahr, Titel, Album, Platzierungen, Wochen, Auszeichnungen, Anmerkungen) | Anmerkungen                                                                                            |
| Jahr | Titel Album                      | DE | AT | CH | UK | Anmerkungen                                                                                            |
| ---- | -------------------------------- | --- | --- | --- | --- | --- |
| 2003 | Laura Scissor Sisters            | — | — | — | UK12 Silber · (12 Wo.)UK | Erstveröffentlichung: 27. Oktober 2003                                                                 |
| 2004 | Comfortably Numb Scissor Sisters | DE97 (1 Wo.)DE | — | — | UK10 (19 Wo.)UK | Erstveröffentlichung: 2002 als B-Seite von Electrobix - Wiederveröffentlichung als Single: Januar 2004 |
| 2004 | Take Your Mama Scissor Sisters   | DE99 (1 Wo.)DE | — | — | UK17 Gold · (6 Wo.)UK | Erstveröffentlichung: 29. März 2004                                                                    |
| 2004 | Mary Scissor Sisters             | — | — | — | UK14 (9 Wo.)UK | Erstveröffentlichung: 11. Oktober 2004                                                                 |
| 2005 | Filthy/Gorgeous Scissor Sisters  | — | — | — | UK5 Silber · (11 Wo.)UK | Erstveröffentlichung: 3. Januar 2005                                                                   |
| 2006 | I Don’t Feel Like Dancin’ Ta-Dah | DE1 Platin · (29 Wo.)DE | AT1 (36 Wo.)AT | CH1 Gold · (46 Wo.)CH | UK1 ×2Doppelplatin · (42 Wo.)UK | Erstveröffentlichung: 19. Juli 2006                                                                    |
| 2006 | Land of a Thousand Words Ta-Dah  | DE50 (4 Wo.)DE | AT40 (4 Wo.)AT | — | UK19 (5 Wo.)UK | Erstveröffentlichung: 4. Dezember 2006                                                                 |
| 2007 | She’s My Man Ta-Dah              | DE57 (7 Wo.)DE | AT55 (3 Wo.)AT | — | UK29 (7 Wo.)UK | Erstveröffentlichung: 5. März 2007                                                                     |
| 2007 | Kiss You Off Ta-Dah              | — | — | — | UK43 (2 Wo.)UK | Erstveröffentlichung: 28. Mai 2007                                                                     |
| 2007 | I Can’t Decide Ta-Dah            | — | — | — | UK64 Silber · (1 Wo.)UK | Erstveröffentlichung: Juli 2007                                                                        |
| 2010 | Fire with Fire Night Work        | DE51 (10 Wo.)DE | AT24 (20 Wo.)AT | CH54 (3 Wo.)CH | UK11 (10 Wo.)UK | Erstveröffentlichung: 1. Juni 2010                                                                     |
| 2010 | Any Which Way Night Work         | — | — | — | UK81 (1 Wo.)UK | Erstveröffentlichung: 20. September 2010                                                               |
| 2012 | Only the Horses Magic Hour       | — | — | — | UK12 (6 Wo.)UK | Erstveröffentlichung: 13. April 2012                                                                   |

Weitere Singles
- 2002: Electrobix
- 2010: Invisible Light
- 2012: Baby Come Home
- 2012: Let’s Have a Kiki
- 2017: Swerlk (mit MNDR)

### Videoalben
- 2004: We Are Scissor Sisters… And So Are You (UK: Platin)
- 2007: Hurrah! A Year of Ta-Dah

## Auszeichnungen für Musikverkäufe
| Goldene Schallplatte - Belgien - 2007: für die Single I Don’t Feel Like Dancin’ - 2007: für das Album Ta-Dah - Dänemark - 2004: für das Album Scissor Sisters - 2007: für das Album Ta-Dah - 2013: für das Streaming Only the Horses - Italien - 2024: für die Single I Don’t Feel Like Dancin’ - Kanada - 2007: für das Album Ta-Dah - Neuseeland - 2007: für das Album Scissor Sisters - 2023: für das Album Ta-Dah - Schweden - 2007: für das Album Ta-Dah Platin-Schallplatte - Australien - 2005: für das Album Scissor Sisters - 2006: für die Single I Don’t Feel Like Dancin’ - 2006: für das Album Ta-Dah - Dänemark - 2006: für die Single I Don’t Feel Like Dancin’ - Italien - 2012: für die Single Only the Horses - Neuseeland - 2022: für die Single Take Your Mama - 2022: für die Single I Don’t Feel Like Dancin’ - Russland - 2007: für das Album Ta-Dah - Schweden - 2006: für die Single I Don’t Feel Like Dancin’ | 2× Platin-Schallplatte - Europa - 2008: für das Album Ta-Dah - Irland - 2006: für das Album Ta-Dah 3× Platin-Schallplatte - Europa - 2006: für das Album Scissor Sisters 5× Platin-Schallplatte - Irland - 2005: für das Album Scissor Sisters |

Anmerkung: Auszeichnungen in Ländern aus den Charttabellen bzw. Chartboxen sind in ebendiesen zu finden.
| Land/RegionAuszeichnungen für Musikverkäufe (Land/Region, Auszeichnungen, Verkäufe, Quellen) | Silber     | Gold       | Platin       | Verkäufe    | Quellen                                                     |
| -------------------------------------------------------------------------------------------- | ---------- | ---------- | ------------ | ----------- | ----------------------------------------------------------- |
| Australien (ARIA)                                                                            | —          | —          | 3× Platin3   | 210.000     | aria.com.au                                                 |
| Belgien (BRMA)                                                                               | —          | 2× Gold2   | —            | 50.000      | ultratop.be                                                 |
| Dänemark (IFPI)                                                                              | —          | 3× Gold3   | Platin1      | 48.000      | ifpi.dk                                                     |
| Deutschland (BVMI)                                                                           | —          | Gold1      | Platin1      | 400.000     | musikindustrie.de                                           |
| Europa (IFPI)                                                                                | —          | —          | 5× Platin5   | (5.000.000) | ifpi.org (Memento vom 15. Oktober 2013 im Internet Archive) |
| Irland (IRMA)                                                                                | —          | —          | 7× Platin7   | 105.000     | irishcharts.ie                                              |
| Italien (FIMI)                                                                               | —          | Gold1      | Platin1      | 80.000      | fimi.it                                                     |
| Kanada (MC)                                                                                  | —          | Gold1      | —            | 50.000      | musiccanada.com                                             |
| Neuseeland (RMNZ)                                                                            | —          | 2× Gold2   | 2× Platin2   | 75.000      | radioscope.net.nz NZ2 NZ3                                   |
| Österreich (IFPI)                                                                            | —          | —          | Platin1      | 20.000      | ifpi.at                                                     |
| Russland (NFPF)                                                                              | —          | —          | Platin1      | 20.000      | 2m-online.ru                                                |
| Schweden (IFPI)                                                                              | —          | Gold1      | Platin1      | 40.000      | sverigetopplistan.se                                        |
| Schweiz (IFPI)                                                                               | —          | 2× Gold2   | —            | 30.000      | hitparade.ch                                                |
| Vereinigtes Königreich (BPI)                                                                 | 3× Silber3 | 2× Gold2   | 17× Platin17 | 6.550.000   | bpi.co.uk                                                   |
| Insgesamt                                                                                    | 3× Silber3 | 15× Gold15 | 40× Platin40 |             |                                                             |

## Auszeichnungen
- 2005
  - Brit Awards
    - International Breakthrough Act
    - International Group
    - International Album für Scissor Sisters
- 2006
  - Bambi in der Kategorie Shooting-Star
- 2007
  - GLAAD Media Awards in der Kategorie Outstanding Music Artist für das Album Ta-Dah[10]
  - Ivor Novello Songwriting Award

## Trivia
Einem breiteren Publikum im deutschen Raum wurde die Band erstmals bekannt, als ihr Titel Take Your Mama als Soundtrack im Videospiel FIFA 2005 vertreten war. Auch in FIFA 11 sind sie mit ihrem Song Fire With Fire vom Album Night Work vertreten.
Des Weiteren erreichte das Lied I Can’t Decide durch die TV-Serie Doctor Who große Bekanntheit. Der Song kommt in Staffel 3, Episode 13, vor.